# بشکا
بشکا (به صربی: Beška) یک منطقهٔ مسکونی در صربستان است که در Inđija Municipality واقع شده‌است. بشکا ۶٬۲۳۹ نفر جمعیت دارد.